# Saint-Eustache (Alta Saboia)
Saint-Eustache é uma comuna francesa na região administrativa de Auvérnia-Ródano-Alpes, no departamento da Alta Saboia. Estende-se por uma área de 10.54 km². Em 2010 a comuna tinha 527 habitantes (densidade: 50 hab./km²).